# Xã Waveland, Quận Pottawattamie, Iowa
Xã Waveland (tiếng Anh: Waveland Township) là một xã thuộc quận Pottawattamie, tiểu bang Iowa, Hoa Kỳ. Năm 2010, dân số của xã này là 200 người.